# I soliti amici
I soliti amici (The Crew) è un film del 2000 diretto da Michael Dinner.

## Trama
Quattro vecchi mafiosi ritirati dal giro tentano un ultimo grande colpo per salvare la loro casa di riposo.